# Trofeo Cappelli e Ferrania
La Coppa della MittelEuropa - Trofeo “Cappelli e Ferrania” (quest'ultima dicitura dal nome delle oreficerie romane produttrici del Trofeo) è stata una competizione, svolta in due edizioni, organizzata dalle Federazioni calcistiche italiane, svizzere e tedesche. La competizione, parallelamente alla Coppa Mitropa, si proponeva di mettere a confronto le migliori squadre dei tre Paesi citati, considerando che la Svizzera e la Germania non offrivano squadre per la Coppa dell'Europa Centrale. La coppa, simile nell'aspetto alla Coppa dell'Europa Centrale, sarebbe stata attribuita definitivamente alla formazione che avesse vinto per tre volte il titolo o anche per due volte seppur consecutivamente. Alle squadre vincitrici delle singole edizioni sarebbe stato attribuito il trofeo "Cappelli e Ferrania" realizzato dalle oreficerie romane sopra citate.
Edizioni della Coppa
L'organizzazione della prima edizione venne assegnata nel mese di settembre del 1932 alla Federazione Italiana da parte del Comitato organizzatore del Torneo formato dai Presidenti delle tre Federazioni interessate, che a sua volta delegò l'incombenza alla Roma, in quanto terza classificata nel Campionato di Serie A del 1931-32 (la Juventus ed il FC Bologna, rispettivamente prima e seconda classificata della stagione, avrebbero partecipato alla Coppa dell'Europa Centrale). Il torneo si svolse nel periodo natalizio del 1932, in concomitanza con la sospensione dei campionati nazionali.
Prima Edizione
La prima edizione, vide la partecipazione oltre dell'AS Roma (terza classificata della Serie 1932-32 e ultima vincitrice della Coppa CONI del 1928), anche della Lazio in rappresentanza dell'Italia (quest'ultima, tredicesima nell'ultimo campionato, più per motivi “logistici” che di merito), del Football Club Lausanne-Sport, Campione di Svizzera 1931-32 e del Monaco 1860, vice-campione di Germania nel 1931. La competizione si svolse mediante lo svolgimento delle semifinali per la definizione delle finaliste il 24 dicembre 1932 al Campo Testaccio e alla Stadio del PNF (ora Stadio Flaminio). Le finali si disputarono entrambe al Campo Testaccio. La vittoria finale arrise alla Roma.
Semifinali
24 dicembre 1932:
 Roma -  Losanna 2-0 (a Campo Testaccio)
24 dicembre 1932:
 Lazio –  Monaco 1860 0-1 (allo Stadio del PNF)
Finale 3º-4º Posto
25 dicembre 1932:
 Lazio –  Losanna 2-4 (a Campo Testaccio)
Finalissima 1º-2º Posto
26 dicembre 1932:
 Roma –  Monaco 1860 3-1 (a Campo Testaccio)
Seconda Edizione
La seconda edizione, che a seguito dello sviluppo della Coppa dell'Europa Centrale aveva perso di molto il suo valore, ebbe come finalità quella di mettere in palio una coppa tra le squadre vincitrici della coppe nazionali italiane, svizzere e tedesche organizzate dai rispettivi comitati olimpici. Il Torneo venne disputato nel 1934 a Roma, in quanto anche in questo caso fu la Federazione Italiana ad ottenere il compito dell'organizzazione e vide la partecipazione dell'AS Roma (campione in carica e ultima vincitrice della Coppa CONI) e del Genoa per l'Italia, dell'FC Bern per la Svizzera (quarta classificata dell'ultimo Campionato elvetico e vincitrice dell'ultima Och Cup Svizzera, antecedente della Coppa di Svizzera organizzata dal Comitato Olimpico Svizzero, insieme alla Anglo Cup) e dello Stuttgarter Kickers per la Germania (vincitrice della Bezirksliga Württemberg-Baden). L'intero torneo si svolse allo Stadio PNF di Roma e confermò la vittoria dell'AS Roma, che si aggiudicò quindi definitivamente la coppa MittelEuropa, in quanto vincitrice per due volte consecutive della competizione.
Semifinali
30 dicembre 1934:
 Roma -  Kickers Stoccarda 8-3 (Stadio del PNF)
30 dicembre 1934:
 Genoa -  Berna 3-2 (Stadio del PNF)
Finale 3º-4º Posto
1º gennaio 1935:
 Berna -  Kickers Stoccarda 5-1 (Stadio del PNF)
Finalissima 1º-2º Posto
1º gennaio 1935:
 Roma -  Genoa 2-1 (Stadio del PNF)

## Albo d'oro
| Edizione | Anno | Sede della finale       | Vincitore | Secondo posto |
| -------- | ---- | ----------------------- | --------- | ------------- |
| I        | 1932 | Campo Testaccio (Roma)  | Roma      | Monaco 1860   |
| II       | 1935 | Stadio Nazionale (Roma) | Roma      | Genoa         |